# Madama Butterfly (The Fire)
Madama Butterfly è il secondo EP del gruppo punk rock italiano The Fire.

## Tracce
1. Madama Butterfly – 3:33
2. Festa – 3:03
3. Waltzing Monnalisa – 3:18
4. Out Of Here – 3:41
5. Twentyfive – 3:22
6. Scars (Acoustic Version) – 3:44

## Curiosità
- Out Of Here è un brano che risale a prima che la band si chiamasse The Fire[1].
- Twentyfive è un brano dei 12N (dodiciNote - twelveNotes) incluso nel loro EP 2012Ep[1][2]